# Gentiana pumilio
Gentiana pumilio là một loài thực vật có hoa trong họ Long đởm. Loài này được Standl. & Steyerm. mô tả khoa học đầu tiên năm 1944.